# Tyrannochthonius pandus
Espèce
Tyrannochthonius pandus est une espèce de pseudoscorpions de la famille des Chthoniidae.

## Distribution
Cette espèce est endémique du Yunnan en Chine. Elle se rencontre à Mangshi dans la grotte Biyu.

## Description
Le mâle holotype mesure 1,41 mm et la femelle paratype 1,67 mm.

## Publication originale
- Hou, Gao & Zhang, 2022 : « Two new species of cave-adapted pseudoscorpions (Pseudoscorpiones, Chthoniidae) from Yunnan, China. » ZooKeys, no 1097, p. 65–83 (texte intégral).